# Nemoria catachloa
Nemoria catachloa là một loài bướm đêm trong họ Geometridae.